# Naty Botero
Naty Botero (tên khai sinh Natalia Hernández Botero, 10 tháng 2 năm 1980 tại Medellín, Colombia) là người mẫu và ca sĩ người Colombia. Sinh ra Medellín, cô đã chuyển đến Bogotá khi còn nhỏ và học hết trung học phổ thông tại đó. Botero đã từng theo học ở cả Paris và New York City. Album đầy đủ đầu tiên của cô album, Naty Botero, đã được phát hành bởi Sony BMG ở Bắc Mĩ vào đầu năm 2007. It contained the hit "Te Quiero Mucho". 3 bài hát khác của Botero, "Fuego", "Dinosaurio," và "Mío" đã xiâts hiện trong Top 40 của Colombia. Tháng 2007, El Tiempo chọn cô là nghệ sĩ nổi bật của tháng.
Botero đã trao giải thưởng tại MTV Video Music Awards Mỹ Latin năm 2006 cho Robbie Williams. Cô cũng tham gia vào buổi hòa nhạc "La Mega: Nuestra Tierra" năm 2006, nơi các nghệ sĩ Colombia trình diễn.
"Dinosaurio" xuất hiện trong một cảnh của Boy Culture.
Cuối năm 2009, Naty Botero cho phát hành album phòng thu thứ hai của cô Adicta. "Esta Noche Es Nuestra (Feat. Joe Arroyo)" đã được chọn là đĩa đơn mở đường đầu tiên cho album. "Tu Amor Me Parte En Dos" được chọn là đĩa đơn dẫn đường thứ hai vào đầu năm 2010 và "Niño Loco" là đĩa đơn thứ ba cũng đã được phát hàng. "Niño Loco" được hỗ trợ bởi một video quay ở Costa Rica. Các đĩa đơn được phát hành sau đó gồm có: "Adicta (Feat. Tostao)", "Knokeada" và "Mucho Mas".
Năm 2011, Naty phát hành "Amor de mis amores", một đĩa đơn nằm trong album thứ ba của cô.
Cuối năm 2013, Naty phát hành album thứ ba của bà Coraje. Trong đó có nhiều hit của bà như "Manifiesto de amor", "Sexo que sana (Feat. Jiggy Drama)", "Jálame el pelo" và "Femme fatale (Feat. Morenito de Fuego)". Ngày 15 tháng 3, Naty thông báo về đĩa đơn thứ năm của Coraje là "Siempre juntos (Feat. Herencia de Timbiqui)", nhưng tháng 7, Naty phát hành đĩa đơn thứ năm lại là "Rosa", thay thế cho "Siempre Juntos". "Vino (Feat. La Bermudez)" là đĩa đơn thứ sáu được phát hành vào tháng 12. Năm 2015 bắt đầu với sự phát hành đĩa đơn thứ bảy của CORAJE, "Siempre Juntos". Naty trình diễn tại một chương trình thời trang vào ngày 19 tháng 6 năm 2015 với nhà thiết kế thời trang Betto Duran (QueenB). Năm 2016, Naty phát hành đĩa đơn tiếp theo của CORAJE "La Lengua" và đĩa đơn cuối cùng "Coraje". Các video quảng bá cũng được phát hành: "Secrets (Feat. F3nix Castillo) và "Take You on a Plane (Feat. Savan)". "InDios / InLove" là tên của album thứ tư được phát hành vào tháng 5 năm 2018 và gồm các đĩa đơn "11/11", "Cucurucumbia" và đĩa đơn thứ ba "Llore de felicidad" feat. Charles King.

## Danh sách đĩa nhạc

### Album phòng thu
| Naty Botero | - Released: 2006 - Label: Sony Music - Formats: CD, digital download  | 77 | 49 | 1 | 7 | 18 | 95 |
| Adicta      | - Released: 2009 - Label: EMI Music - Formats: CD, digital download   | —  | —  | 3 | — | —  | —  |
| Coraje      | - Released: 2013 - Label: Independent - Formats: CD, digital download | -  | -  | 2 | - | -  | -  |

### Khác
- 2013: The Collection

### Đĩa đơn
| 2006                                                          | "Te Quiero Mucho"       | 1  | 1 | Naty Botero |
| 2007                                                          | "Dinosaurio"            | 1  | 5 | Naty Botero |
| 2007                                                          | "Mio"                   | 1  | 7 | Naty Botero |
| 2008                                                          | "Fuego"                 | 34 | - | Naty Botero |
| 2009                                                          | "Esta Noche Es Nuestra" | 2  | - | Adicta      |
| 2010                                                          | "Niño Loco"             | 18 | - | Adicta      |
| 2010                                                          | "Adicta"                | 9  | - | Adicta      |
| 2011                                                          | "Knokeada"              | -  | - | Adicta      |
| 2012                                                          | "Mucho Mas"             | -  | - | Adicta      |
| 2012                                                          | "Manifiesto de Amor"    | 23 | - | Coraje      |
| 2012                                                          | "Sexo Que Sana"         | 14 | - | Coraje      |
| 2013                                                          | "Jálame el Pelo "       | 4  | - | Coraje      |
| 2014                                                          | "Femme Fatale "         | -  | - |             |
| "—" denotes releases that did not chart or were not released. |                         |    |   |             |